# Universitatea Boston
Universitatea Boston (BU) este o universitate privată de cercetare din Boston, Massachusetts. Universitatea este nesectară , dar a fost afiliată istoric cu Biserica Metodistă Unită.
Universitatea are peste 3.900 de membri ai facultății și aproape 33.000 de studenți și este unul dintre cei mai mari angajatori din Boston. Oferă diplome de licență, diplome de master, doctorate și studii medicale, stomatologice, de afaceri și drept, prin 18 școli și colegii din două campusuri urbane. Campusul principal este situat de-a lungul râului Charles în cartierele Boston-Fenway-Kenmore și Allston, în timp ce Campusul Medical al Universității Boston este situat în cartierul South End din Boston.
BU este clasificat ca R1: Universitatea de doctorat (activitate de cercetare foarte înaltă) în Clasificarea Carnegie a Instituțiilor de Învățământ Superior. BU este membru al consorțiului pentru învățământ superior din Boston și al Asociației Universităților Americane. Universitatea se află pe locul 40 în rândul programelor de licență la universitățile naționale, iar pe locul 46 în rândul universităților globale de U.S. News & World Report în clasamentul său din 2020.
Printre studenții săi și facultatea actuală sau trecută, universitatea numără opt laureați Nobel, 23 de câștigători ai premiului Pulitzer, 10 bursieri Rhodes, șase bursieri Marshall, 48 Sloan Fellows, nouă câștigători ai premiului Oscar, și câțiva câștigători ai premiului Emmy și Tony. BU are, de asemenea, deținători MacArthur, Fulbright, Truman și Guggenheim Fellowship, precum și Academia Americană de Arte și Științe și membri ai Academiei Naționale de Științe printre absolvenții și facultățile sale trecute și prezente. În 1876, profesorul BU Alexander Graham Bell a inventat telefonul într-un laborator BU.
Boston University Terriers concurează în Divizia NCAA I. Echipele de atletism BU concurează în Patriot League și Hockey East, iar mascota lor este Rhett Boston Terrier. Universitatea Boston este binecunoscută pentru hocheiul masculin, în care a câștigat cinci campionate naționale, cel mai recent în 2009.